# David Storl
David Storl, född 27 juli 1990 i Rochlitz, Östtyskland, är en tysk friidrottare som tävlar i kulstötning. 
Vid VM 2011 vann han guldmedaljen efter en stöt på 21,78.
Hans personliga rekord är 22,23 efter Diamond Leuge 9 juli 2015.